# Vérignon
{{#coordinates:}}: vĩ độ không hợp lệ
Vérignon là một xã thuộc tỉnh Var trong vùng Provence-Alpes-Côte d’Azur, Pháp. Xã này có diện tích 36,9 km², dân số 18 người. Xã này nằm ở khu vực có độ cao trung bình 850 mét trên mực nước biển.

## Biến động dân số
| 1962                                         | 1968 | 1975 | 1982 | 1990 | 1999 | 2005 | 2006 |
| -------------------------------------------- | ---- | ---- | ---- | ---- | ---- | ---- | ---- |
| 46                                           | 48   | 17   | 14   | 26   | 16   | 17   | 18   |
| Số liệu từ năm 1962, dân số không tính trùng |      |      |      |      |      |      |      |